# Acide 4-imidazolone-5-propionique
L’acide 4-imidazolone-5-propionique est un métabolite de la dégradation de l'histidine produit par l'action de l'urocanate hydratase (EC 4.2.1.49) sur l'acide urocanique. Il est converti en acide formiminoglutamique par l'imidazolonepropionase (EC 3.5.2.7) ou bien se transforme spontanément en formylisoglutamine H2NOC–C(NHCHO)–CH2–CH2–COOH ou en 4-oxoglutaramate H2NOC–CO–CH2–CH2–COOH, sans l'aide d'une enzyme. 